# RELAX NG
RELAX NG (ang. regular language for XML next generation) – język schematów do języka XML. Został stworzony przez organizację OASIS. Jest częścią proponowanego przez ISO/IEC standardu DSDL. Może występować w składni XML-owej i tzw. Compact.

## Przykłady
Przykład dokumentu XML:
```
<książka>

    
<strona>
To
 
jest
 
strona
 
pierwsza.
</strona>

    
<strona>
To
 
jest
 
strona
 
druga.
</strona>

</książka>

```

### Składnia XML-owa
Jedna z możliwości schematu dla powyższego dokumentu XML:
```
<grammar
 
xmlns=
"http://relaxng.org/ns/structure/1.0"
>

    
<start>

        
<element
 
name=
"książka"
>

            
<oneOrMore>

                
<element
 
name=
"strona"
>

                    
<text/>

                
</element>

            
</oneOrMore>

        
</element>

    
</start>

</grammar>

```

### SkładniaCompact
Jedna z możliwości schematu dla powyższego dokumentu XML:
```
  start = element książka
  {
      element strona { text }+
  }

```